# Renzo Guevara
Renzo Guevara (Lima, Perú, 2 de septiembre de 1983) es un futbolista peruano. Juega de defensa lateral y su equipo actual es Atlético Porteño que participa en la Copa Perú. Tiene 41 años y es hermano de Christian Guevara.

## Trayectoria
En el 2010 desciende con el José Gálvez. En el 2011 es campeón de la Segunda División Peruana y elegido como el mejor lateral derecho del torneo.

## Clubes
| Club                        | País | Año         |
| --------------------------- | ---- | ----------- |
| Sport Boys                  | Perú | 2003-2004   |
| Unión Huaral                | Perú | 2005-2006   |
| Total Clean                 | Perú | 2007        |
| José Gálvez                 | Perú | 2008 - 2011 |
| Univ. Técnica de Cajamarca  | Perú | 2012-2013   |
| Los Caimanes                | Perú | 2014        |
| Deportivo Coopsol           | Perú | 2015        |
| Willy Serrato               | Perú | 2016        |
| Flamengo Sport (F. de Mora) | Perú | 2023        |
| Atlético Porteño            | Perú | 2024 -      |

## Palmarés

### Campeonatos nacionales
| Título                    | Club             | País | Año  |
| ------------------------- | ---------------- | ---- | ---- |
| Copa del Inca             | José Gálvez      | Perú | 2011 |
| Segunda División del Perú | José Gálvez      | Perú | 2011 |
| Copa Perú                 | UTC de Cajamarca | Perú | 2012 |

### Distinciones individuales
| Distinción                                                                             | Año  |
| -------------------------------------------------------------------------------------- | ---- |
| Incluido en el equipo ideal de la Copa Perú según el portal periodístico DeChalaca.com | 2012 |